# Tore André Dahlum
Tore André Dahlum, né le 21 juin 1968 à Kristiansand (Norvège), est un footballeur norvégien, qui évoluait au poste d'attaquant au Rosenborg BK et en équipe de Norvège.
Dahlum a marqué six buts lors de ses quinze sélections avec l'équipe de Norvège entre 1990 et 1999. 

## Carrière
- 1987-1991 : IK Start
- 1992-1993 : Rosenborg BK
- 1991-1996 : IK Start
- 1996-1997 : Skoda Xanthi
- 1997-1999 : Rosenborg BK
- 1999-2000 : KAA La Gantoise
- 2000-2001 : AaB Ålborg
- 2003 : IK Start

## Palmarès

### En équipe nationale
- 15 sélections et 6 buts avec l'équipe de Norvège entre 1990 et 1999.

### Avec Rosenborg BK
- Vainqueur du Championnat de Norvège de football en 1992, 1993, 1997, 1998 et 1999.
- Vainqueur de la Coupe de Norvège de football en 1992 et 1999.